# 미야자키쿠코선
미야자키공항선(일본어: 宮崎空港線)은 일본 미야자키현 미야자키시의 다요시 역부터 미야자키쿠코 역과를 연결하는 규슈 여객철도의 간선 철도 노선이다. 미야자키역 (닛포 본선) - 미나미미야자키역 (니치난 선) - 다요시 역 - 미야자키쿠코 역 간으로 공항선의 애칭이 붙여져 있다.

## 개요
미야자키 공항 부근을 지나는 니치난 선으로부터 분기해, 미야자키 공항 여객 터미널로 직접 노선 연장하는 공항 액세스 노선으로서 건설되어, JR 발족후의 1996년에 개통했다. 동시에 니치난 선 분기점 부근에는 다요시 역이 재개업해, 이 노선의 기점이 된다. 이 노선에는 가산운임(120엔)이 적용되고 있다.
노선 길이는 1.4km(영업 거리)로 짧다. 일본국유철도(국철)시대에 제일 영업 거리가 짦은 노선으로 있던 구·고마쓰시마 선의 영업거리 1.9km보다 짧아, 2011년 기준으로, JR 노선 중에서 가장 영업 거리가 짧다. 더욱이, 이 선의 개업전은 신미나토 선(당시 전체 길이 3.6km, 화물선), 여객영업을 행하는 노선으로는 사쿠라지마 선(당시 전체 길이 4.0km)이 최단노선이었다.

## 노선 정보
- 관할(사업 종별) : 규슈 여객철도 (제 1 종 철도사업자)
- 노선 거리 (영업 거리) : 1.4km
- 궤간 : 1067mm
- 역 수 : 2 (기·종점역 포함)
  - 미야자키쿠코 선 소속역은 미야자키쿠코 역만으로, 다요시 역은 니치난 선 소속이다.
- 복선 구간 : 없음 (전 노선 (단선.
- 전선화 구간 : 전 노선 전선(교류 20,000V·60Hz)
- 폐색방식 : 자동폐색식
- 최고속도 : 85km/h

전 노선 규슈 여객철도 가고시마 지사의 관할이다.

## 역 목록
- 모든 역이 미야자키현 미야자키시 내에 소재.

| 노선명         | 역명           | 일어 역명 | 다요시 부터의 누적 거리 | 접속 노선                               |
| -------------- | -------------- | --------- | ----------------------- | --------------------------------------- |
| 니치난 선      | 미나미미야자키 | 南宮崎    | -2.0                    | 닛포 본선 (미야자키 방면으로 직통 있음) |
| 니치난 선      | 다요시         | 田吉      | 0.0                     | 니치난 선 (시부시 방면)                 |
| 미야자키쿠코선 | 미야자키쿠코   | 宮崎空港  | 1.4                     |                                         |